# Суперкуп Србије у одбојци за жене
Суперкуп Србије за жене је национално одбојкашко такмичење у Србији. То је утакмица између првакиња државе и победница купа у претходној сезони. Уколико је исти тим освојио оба такмичења, супротставља му се финалиста купа. Суперкуп Србије је уведен 2013. године. Први освајач Суперкупа Србије је Визура, која је уједно и најуспешнији клуб са пет освојених трофеја.

## Досадашња издања
| Датум               | Победник                   | Финалиста              | Резултат | Сетови                                      | Дворана                                 |
| ------------------- | -------------------------- | ---------------------- | -------- | ------------------------------------------- | --------------------------------------- |
| 3. октобар 2013.    | Партизан Визура (1)        | Црвена звезда          | 3 : 0    | 25 : 23, 25 : 22, 25 : 10                   | ЦКС Шумице, Београд                     |
| 16. октобар 2014.   | Визура (2)                 | Црвена звезда          | 3 : 0    | 25 : 18, 25 : 23, 25 : 10                   | Спортска хала Лајковац, Лајковац        |
| 15. октобар 2015.   | Визура (3)                 | ТЕНТ                   | 3 : 0    | 25 : 22, 25 : 12, 28 : 26                   | Хала спортова у Убу, Уб                 |
| 13. октобар 2016.   | Јединство Стара Пазова (1) | Визура                 | 3 : 2    | 25 : 20, 23 : 25, 25 : 14, 14 : 25, 15 : 7  | Спортски центар Визура, Београд         |
| 10. октобар 2017.   | Визура (4)                 | Јединство Стара Пазова | 3 : 0    | 25 : 15, 25 : 22, 25 : 14                   | Спортски центар Рума, Рума              |
| 25. октобар 2018.   | Визура (5)                 | Железничар Лајковац    | 3 : 2    | 19 : 25, 22 : 25, 25 : 22, 25 : 17, 15 : 12 | Спортски центар Рума, Рума              |
| 17. октобар 2019.   | Железничар Лајковац (1)    | Црвена звезда          | 3 : 0    | 25 : 20, 25 : 22                            | СЦ Вождовац, Београд                    |
| 18. октобар 2020.   | Уб (1)                     | ТЕНТ                   | 3 : 1    | 25 : 21, 25 : 13, 20 : 25, 26 : 24          | Хала спортова у Убу, Уб                 |
| 28. септембар 2021. | Железничар Лајковац (2)    | Уб                     | 3 : 2    | 23 : 25, 25 : 21, 25 : 12, 24 : 26, 15 : 10 | Спортска хала Лајковац, Лајковац        |
| 9. октобар 2022.    | Црвена звезда (1)          | Железничар Лајковац    | 3 : 1    | 25 : 21, 25 : 18, 21 : 25, 25 : 13          | СЦ Вождовац, Београд                    |
| 4. октобар 2023.    | Јединство Стара Пазова (2) | Уб                     | 3 : 1    | 22 : 25, 25 : 21, 25 : 19, 25 : 23          | СПЦ Колубара, Лазаревац                 |
| 27. септембар 2024. | ТЕНТ (1)                   | Јединство Стара Пазова | 3 : 1    | 26 : 24, 25 : 21, 21 : 25, 25 : 10          | Спортска дворана Бреза, Горњи Милановац |

### Успешност клубова
| Клуб                   | Победник                         | Финалиста            |
| ---------------------- | -------------------------------- | -------------------- |
| Визура                 | 5 (2013, 2014, 2015, 2017, 2018) | 1 (2016)             |
| Јединство Стара Пазова | 2 (2016, 2023)                   | 2 (2017, 2024)       |
| Железничар Лајковац    | 2 (2019, 2021)                   | 2 (2018, 2022)       |
| Црвена звезда          | 1 (2022)                         | 3 (2013, 2014, 2019) |
| Уб                     | 1 (2020)                         | 2 (2021, 2023)       |
| ТЕНТ                   | 1 (2024)                         | 2 (2015, 2020)       |